# Ванихинская
Ванихинская — деревня в Шенкурском районе Архангельской области. Входит в состав муниципального образования «Федорогорское».

## География
Деревня расположена в южной части Архангельской области, в таёжной зоне, в пределах северной части Русской равнины, в 6 километрах на юг от города Шенкурска, на правом берегу реки Вага. Ближайшие населённые пункты: на севере деревни Копалинская и Васильевская, на юге деревня Покровская.
Часовой пояс
Ванихинская, как и вся Архангельская область, находится в часовой зоне МСК (московское время). Смещение применяемого времени относительно UTC составляет +3:00.

## Население
| 2002 | 2010 | 2012 |
| ---- | ---- | ---- |
| 40   | ↘32  | →32  |

## История
В «Списке населенных мест Архангельской губернии к 1905 году» деревня Ванихинская (Осыпано) насчитывает 8 дворов, 59 мужчин и 40 женщин. В административном отношении деревня входила в состав Груздовского сельского общества Великониколаевской волости.
На 1 мая 1922 года в поселении 17 дворов, 42 мужчины и 53 женщины.